# 紀元前47年
紀元前47年（きげんぜん47ねん）は、ローマ暦の707年である。

## 他の紀年法
- 干支 : 甲戌
- 日本
  - 崇神天皇51年
  - 皇紀614年
- 中国
  - 前漢 : 初元2年
- 朝鮮
  - 新羅 : 赫居世11年
  - 檀紀2287年
- 仏滅紀元 : 497年
- ユダヤ暦 : 3714年 - 3715年

## できごと

### ローマ
- 執政官 - クィントゥス・フフィウス・カレヌスとプブリウス・ウァティニウス
- ローマ内戦 (紀元前49年-紀元前45年)
  - 2月 - ナイルの戦いでガイウス・ユリウス・カエサルとクレオパトラ7世がアルシノエ4世の軍を破った。プトレマイオスが殺害されると、カエサルはアレクサンドリアで包囲した軍を解放した。
  - 5月 - ゼラの戦いで、カエサルはポントス国王ファルナケス2世の軍を破った。カエサルが「Veni, Vidi, Vici（来た、見た、勝った）」という有名な言葉を発したのは、この戦いである。
  - クレオパトラ7世が弟のプトレマイオス14世を共同統治者にした。
  - 8月 - カエサルがローマで、退役軍人による反乱を鎮めた。
  - 10月 - カエサルがアフリカを攻め、かつてはローマ軍の将軍だったクィントゥス・カエキリウス・メテッルス・ピウス・スキピオ・ナシカとティトゥス・ラビエヌスを倒した。
- タボル山の戦いで、アウルス・ガビニウスは、ユダヤの再独立を企てたアリストブロス2世の息子アレキサンダーの軍を破った。この戦いで数万人のユダヤ人が死亡した。

### アジア
- 馮媛が漢の元帝の妻となった。

## 誕生
- 6月23日 - カエサリオン、プトレマイオス朝最後のファラオ（+ 紀元前30年）
- マルクス・アントニウス・アンティルス、マルクス・アントニウスとフルウィアの息子（+ 紀元前30年）

## 死去
- 1月13日 - プトレマイオス13世、プトレマイオス朝のファラオ、クレオパトラ7世の弟（* 紀元前62年または紀元前61年）
- ファルナケス2世、ボスポロス王国の王